# Tachyporus duplex
Tachyporus duplex är en skalbaggsart som beskrevs av Luze 1901. Tachyporus duplex ingår i släktet Tachyporus, och familjen kortvingar. Arten har ej påträffats i Sverige.